# Bruno De Zordo
Bruno De Zordo (Cibiana di Cadore, 18 novembre 1941 – Sappada, 25 giugno 2004) è stato un saltatore con gli sci italiano.

## Biografia
Nato a Cibiana di Cadore, in provincia di Belluno, nel 1941, era nonno di Emanuele Buzzi, sciatore alpino partecipante alle Olimpiadi di Pyeongchang 2018.
A 22 anni prese parte ai Giochi olimpici di Innsbruck 1964, nel trampolino normale, terminando 46º con 185.1 punti.
Ai campionati italiani vinse 2 ori e 3 bronzi nel trampolino normale.
Morì il 25 giugno 2004 a Sappada all'età di 62 anni.